# Teatri d'Italia
L'Italia ha avuto nel corso della sua storia una grande affiliazione con la storia del teatro, a partire dal suo inizio, con il teatro greco, fino ad arrivare al teatro moderno e al mondo contemporaneo. Questa storia ha portato alla costruzione di un numero elevatissimo di edifici teatrali, dai primi greci, romani ai teatri d'opera "all'italiana" fino ad arrivare alle sale moderne di studi teatrali.

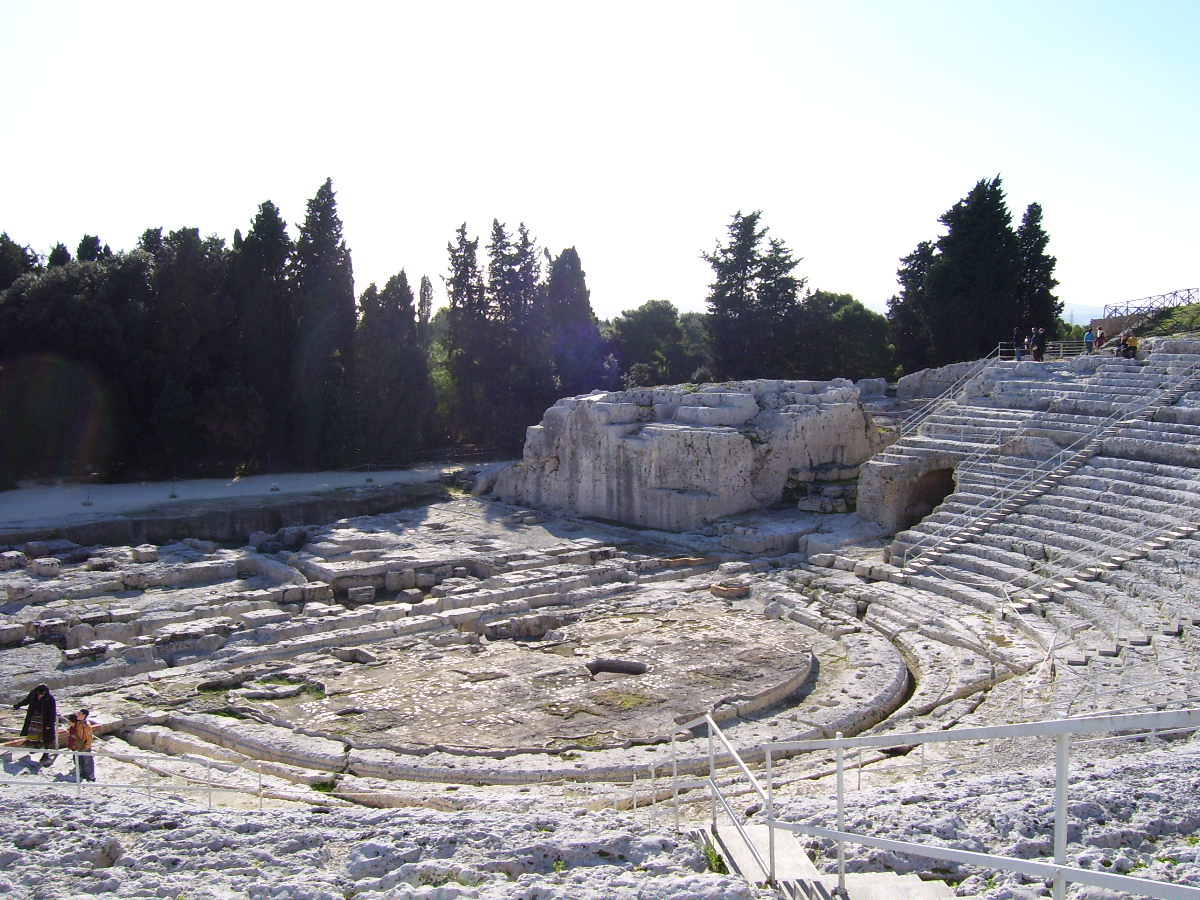
Teatro greco di Siracusa
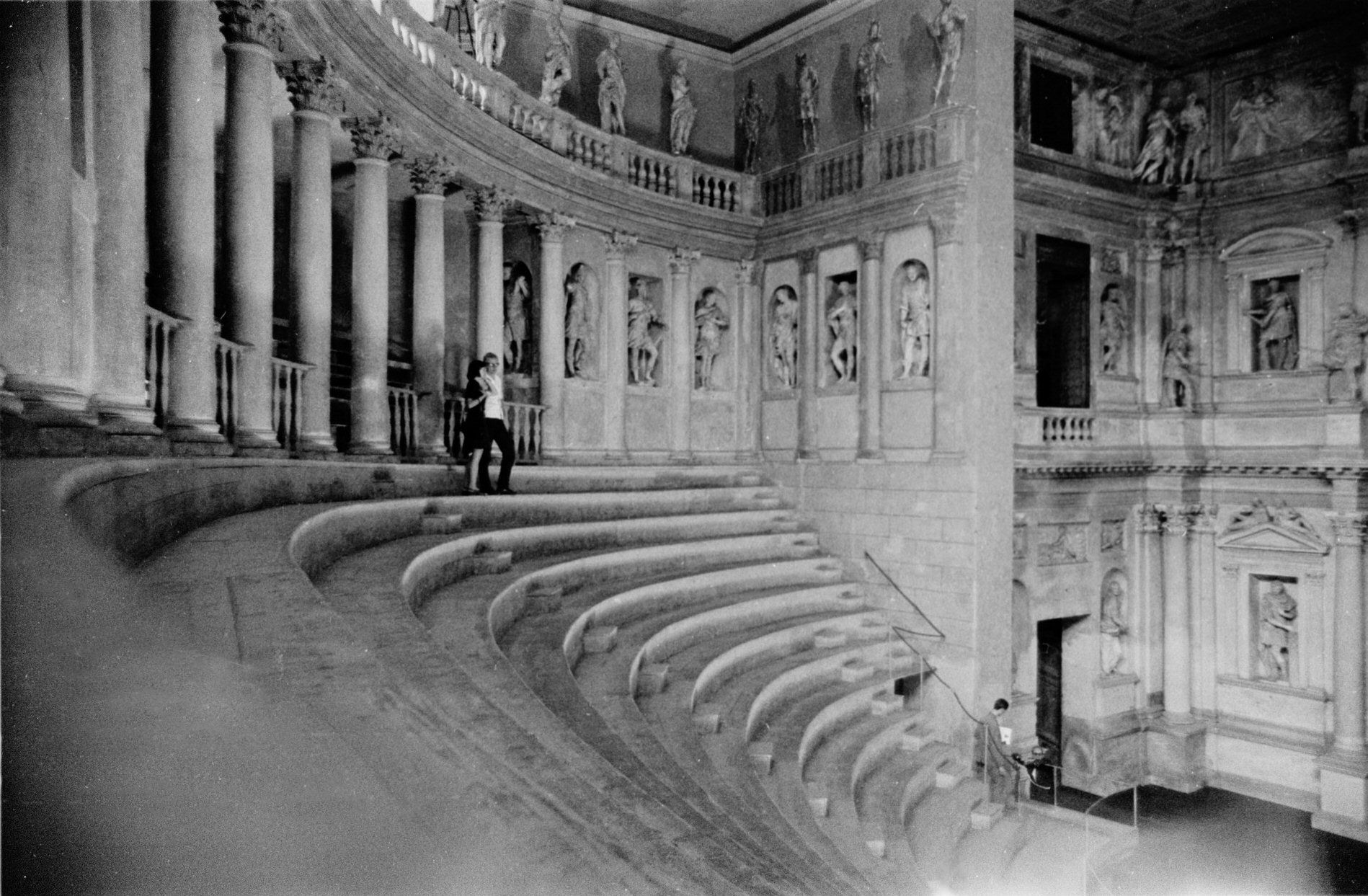
Teatro Olimpico, Vicenza
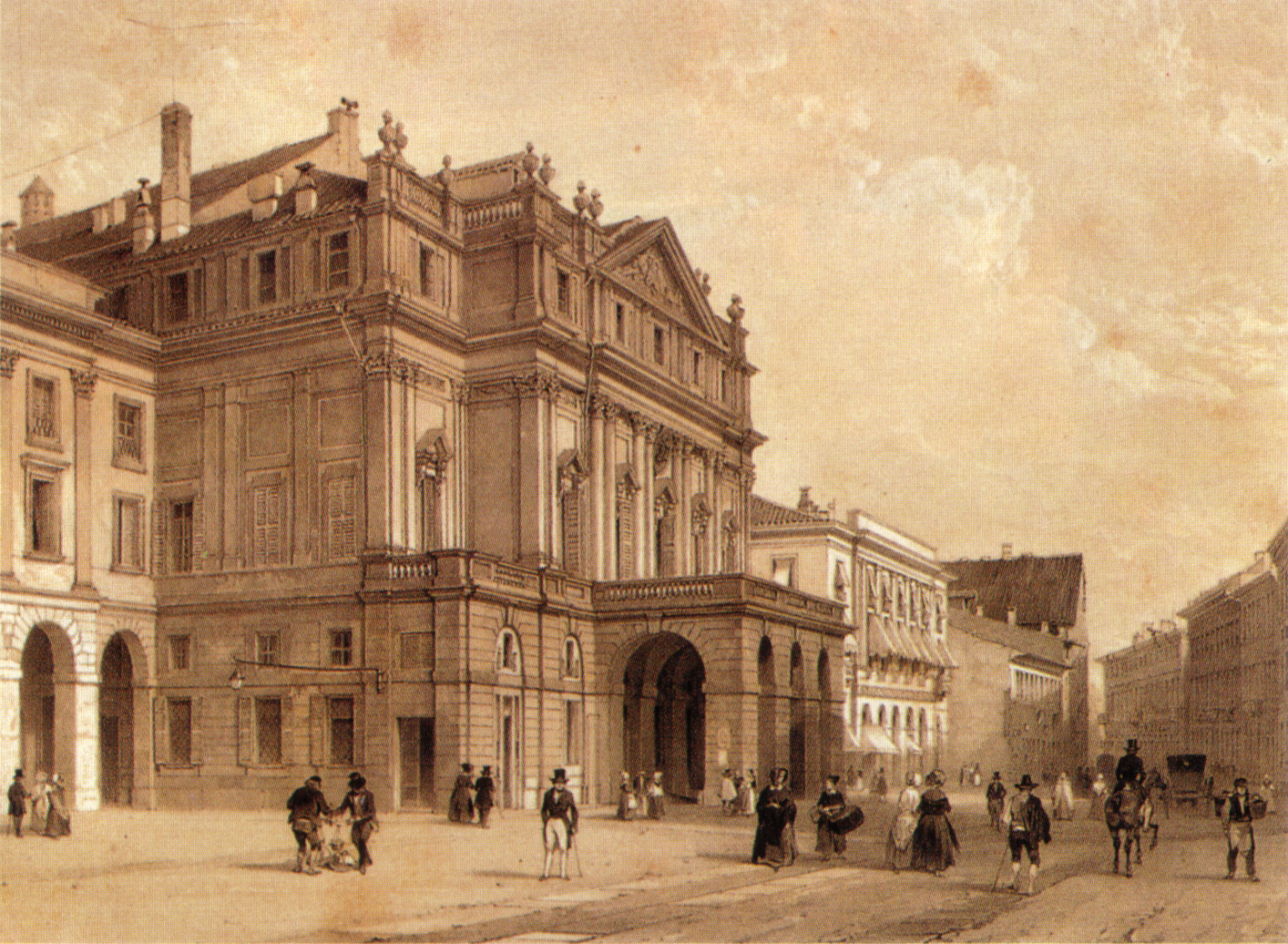
La Scala, Milano

## Lista dei teatri d'Italia
Regione: Abruzzo | 
Basilicata | 
Calabria | 
Campania | 
Emilia-Romagna | 
Friuli-Venezia Giulia | 
Lazio | 
Liguria | 
Lombardia | 
Marche | 
Molise | 
Piemonte | 
Puglia | 
Sardegna | 
Sicilia | 
Toscana |
Trentino-Alto Adige |
Umbria |
Valle d'Aosta |
Veneto |

Provincia: Agrigento |
Alessandria |
Ancona |
Aosta |
Arezzo |
Ascoli Piceno |
Asti |
Avellino |
Bari |
Barletta-Andria-Trani |
Belluno |
Benevento |
Bergamo |
Bologna |
Bolzano |
Brescia |
Brindisi |
Cagliari |
Caltanissetta |
Campobasso |
Caserta |
Catania |
Catanzaro |
Chieti |
Como |
Cosenza |
Cremona |
Enna |
Fermo |
Ferrara |
Firenze |
Foggia |
Forlì-Cesena |
Frosinone |
Genova |
Grosseto |
Imperia |
L'Aquila |
La Spezia |
Lecce |
Lecco |
Livorno |
Lodi |
Lucca |
Macerata |
Mantova |
Massa e Carrara |
Matera |
Messina |
Milano |
Modena |
Monza e Brianza |
Napoli |
Novara |
Padova |
Palermo |
Parma |
Pavia |
Perugia |
Pesaro e Urbino |
Pescara |
Piacenza |
Pisa |
Pistoia |
Potenza |
Prato |
Ragusa |
Ravenna |
Reggio Calabria |
Reggio nell'Emilia |
Rieti |
Rimini |
Roma |
Rovigo |
Salerno |
Sassari |
Savona |
Siena |
Siracusa |
Sondrio |
Sud Sardegna |
Terni |
Torino |
Trapani |
Trento |
Treviso |
Trieste |
Udine |
Varese |
Venezia |
Verona |
Vicenza |

Teatri contrassegnati con '†' sono inattivi/ chiusi/ demoliti
| Regione               | Provincia             | Città/comune                  | Teatro |
| --------------------- | --------------------- | ----------------------------- | --- |
| Abruzzo               | Chieti                | Chieti                        | Teatro Marrucino Anfiteatro romano della Civitella Auditorium Valerio Cianfarani Teatro Auditorium Supercinema |
| Abruzzo               | Chieti                | Lanciano                      | Teatro Comunale "Fedele Fenaroli" |
| Abruzzo               | Chieti                | Ortona                        | Teatro Francesco Paolo Tosti |
| Abruzzo               | Chieti                | Vasto                         | Teatro Gabriele Rossetti |
| Abruzzo               | Chieti                | Atessa                        | Teatro A. Di Iorio |
| Abruzzo               | Chieti                | Orsogna                       | Teatro Camillo De Nardis |
| Abruzzo               | Chieti                | Gessopalena                   | Teatro Gennaro Finamore |
| Abruzzo               | Chieti                | Palena                        | Teatro dell'Aventino |
| Abruzzo               | L'Aquila              | Avezzano                      | Teatro dei Marsi |
| Abruzzo               | L'Aquila              | L'Aquila                      | Auditorium del Parco Teatro comunale |
| Abruzzo               | L'Aquila              | Sulmona                       | Teatro Maria Caniglia |
| Abruzzo               | L'Aquila              | Tagliacozzo                   | Teatro Talia |
| Abruzzo               | L'Aquila              | Pescina                       | Teatro San Francesco |
| Abruzzo               | L'Aquila              | Castel di Sangro              | Teatro Francesco Paolo Tosti |
| Abruzzo               | L'Aquila              | Civitella Roveto              | Teatro Giuseppe Sinopoli |
| Abruzzo               | Pescara               | Pescara                       | Teatro monumento Gabriele D'Annunzio |
| Abruzzo               | Pescara               | Città Sant'Angelo             | Teatro Comunale |
| Abruzzo               | Pescara               | Loreto Aprutino               | Teatro Luigi De Deo |
| Abruzzo               | Teramo                | Teramo                        | Teatro comunale † |
| Abruzzo               | Teramo                | Atri                          | Teatro Comunale |
| Basilicata            | Matera                | Matera                        | Cineteatro Duni |
| Basilicata            | Potenza               | Potenza                       | Teatro Francesco Stabile |
| Calabria              | Catanzaro             | Catanzaro                     | Teatro Politeama |
| Calabria              | Catanzaro             | Lamezia Terme                 | Teatro Grandinetti |
| Calabria              | Cosenza               | Cosenza                       | Teatro di tradizione Alfonso Rendano |
| Calabria              | Reggio Calabria       | Palmi                         | Cinema teatro Sciarrone |
| Calabria              | Reggio Calabria       | Reggio Calabria               | Arena dello Stretto Catonateatro Teatro Francesco Cilea Politeama Siracusa |
| Campania              | Avellino              | Avellino                      | Teatro comunale Carlo Gesualdo |
| Campania              | Benevento             | Benevento                     | Teatro comunale Vittorio Emanuele Teatro romano di Benevento |
| Campania              | Caserta               | Caserta                       | Teatro Civico 14 |
| Campania              | Caserta               | Santa Maria Capua Vetere      | Teatro Garibaldi |
| Campania              | Napoli                | Napoli                        | Teatro Augusteo Teatro Bellini Chiesa di Sant'Angelo a Segno Teatrino di corte Teatro dei Fiorentini † Teatro Mercadante Teatro Nuovo Teatro San Carlino † Salone Margherita Teatro San Bartolomeo † Teatro di San Carlo Teatro San Ferdinando Teatro Sannazaro Teatro Trianon Teatro Mediterraneo Teatro romano di Neapolis Teatro della Verzura Teatro di Villa Patrizi |
| Campania              | Salerno               | Cava de' Tirreni              | Teatro Verdi |
| Campania              | Salerno               | Ravello                       | Auditorium Oscar Niemeyer |
| Campania              | Salerno               | Salerno                       | Teatro municipale Giuseppe Verdi |
| Emilia-Romagna        | Bologna               | Bologna                       | Arena del Sole Europauditorium Teatri di vita Teatro Alemanni Teatro Auditorium Manzoni Teatro Comunale Teatro Dehon Teatro Duse Teatro Medica Palace Teatro San Leonardo Teatro San Salvatore Teatro Testoni Teatro Celebrazioni |
| Emilia-Romagna        | Bologna               | Imola                         | Teatro comunale Ebe Stignani |
| Emilia-Romagna        | Ferrara               | Ferrara                       | Sala Estense Teatro Nuovo Teatro comunale |
| Emilia-Romagna        | Forlì-Cesena          | Cesena                        | Teatro Alessandro Bonci |
| Emilia-Romagna        | Forlì-Cesena          | Forlì                         | Teatro Diego Fabbri Teatro San Luigi |
| Emilia-Romagna        | Forlì-Cesena          | Longiano                      | Teatro Errico Petrella |
| Emilia-Romagna        | Modena                | Carpi                         | Teatro comunale |
| Emilia-Romagna        | Modena                | Mirandola                     | Teatro Nuovo |
| Emilia-Romagna        | Modena                | Modena                        | Teatro comunale Luciano Pavarotti |
| Emilia-Romagna        | Parma                 | Busseto                       | Teatro Giuseppe Verdi |
| Emilia-Romagna        | Parma                 | Fidenza                       | Teatro Girolamo Magnani |
| Emilia-Romagna        | Parma                 | Fontanellato                  | Teatro Pompeo Piazza |
| Emilia-Romagna        | Parma                 | Parma                         | Auditorium Niccolò Paganini Teatrino di Villa Petitot Teatro Due Teatro Farnese Teatro Regio Teatro Reinach Teatro al Parco Teatro del Convitto nazionale Maria Luigia |
| Emilia-Romagna        | Parma                 | Roccabianca                   | Teatro Arena del Sole |
| Emilia-Romagna        | Parma                 | San Secondo Parmense          | Teatro comunale |
| Emilia-Romagna        | Parma                 | Zibello                       | Teatro Pallavicino |
| Emilia-Romagna        | Piacenza              | Piacenza                      | Teatro Municipale |
| Emilia-Romagna        | Ravenna               | Faenza                        | Teatro Masini |
| Emilia-Romagna        | Ravenna               | Lugo                          | Teatro Rossini |
| Emilia-Romagna        | Ravenna               | Ravenna                       | Teatro Dante Alighieri |
| Emilia-Romagna        | Reggio nell'Emilia    | Correggio                     | Teatro Bonifazio Asioli |
| Emilia-Romagna        | Reggio nell'Emilia    | Guastalla                     | Teatro Ruggero Ruggeri |
| Emilia-Romagna        | Reggio nell'Emilia    | Reggio nell'Emilia            | Teatro Ariosto Teatro Cavallerizza Teatro Municipale |
| Emilia-Romagna        | Rimini                | Cattolica                     | Arena della Regina |
| Emilia-Romagna        | Rimini                | Rimini                        | Teatro Amintore Galli |
| Friuli-Venezia Giulia | Trieste               | Trieste                       | Politeama Rossetti Teatro romano di Trieste Teatro Verdi |
| Friuli-Venezia Giulia | Udine                 | Udine                         | Teatro Nuovo Giovanni da Udine |
| Lazio                 | Frosinone             | Alvito                        | Teatro comunale di Alvito |
| Lazio                 | Rieti                 | Rieti                         | Teatro Flavio Vespasiano |
| Lazio                 | Roma                  | Roma                          | Anfiteatro Correa Anfiteatro Quercia del Tasso Auditorium Conciliazione Auditorium Parco della Musica Beat '72 Chiesa di San Nicola di Bari GranTeatro Nuovo Teatro Orione Puff Salone Margherita Silvano Toti Globe Theatre Teatro Adriano Teatro Alhambra Teatro Ambra Jovinelli Teatro Arcobaleno Teatro Argentina Teatro Biblioteca Quarticciolo Teatro Brancaccio Teatro Capranica Teatro Carmelo Bene Teatro Drammatico Nazionale Teatro Duse Teatro Eliseo Teatro Euclide Teatro Flaiano Teatro India Teatro Laboratorio Teatro Olimpico Teatro Palladium Teatro Parioli Teatro Petrolini Teatro Piccolo Teatro Quirino Teatro Rossini Teatro Sala Umberto Teatro Sistina Teatro Tenda Teatro Tendastrisce Teatro Tor Bella Monaca Teatro Tordinona Teatro Torlonia Teatro Traiano Teatro Valle Teatro dei Coronari Teatro dei Sensibili Teatro del Lido Teatro dell'Opera di Roma Teatro delle Dame Teatro delle Vittorie Teatro sul Campidoglio |
| Liguria               | Genova                | Genova                        | La borsa di Arlecchino Politeama Genovese Teatro Albatros Teatro del Ponente Teatro Carlo Felice Teatro Duse Teatro Gustavo Modena Teatro Rina e Gilberto Govi Teatro Sociale Teatro Stabile di Genova Teatro Verdi Teatro Von Pauer Teatro del Mondo Teatro della Gioventù Teatro di Cicagna Teatro di Sant'Agostino Teatro Villa Duchessa di Galliera |
| Liguria               | Imperia               | Sanremo                       | Teatro Ariston |
| Liguria               | La Spezia             | La Spezia                     | Politeama Duca di Genova † Teatro Civico Teatro Cozzani † Teatro Monteverdi † Teatro Trianon † |
| Liguria               | La Spezia             | Sarzana                       | Teatro Impavidi |
| Liguria               | Savona                | Savona                        | Teatro Gabriello Chiabrera Teatro Sacco |
| Lombardia             | Bergamo               | Bergamo                       | Teatro Gaetano Donizetti Teatro Sociale |
| Lombardia             | Bergamo               | Treviglio                     | Teatro Filodrammatici |
| Lombardia             | Brescia               | Brescia                       | Chiesa di Santa Chiara Pala Banco di Brescia Teatro Grande Teatro Sociale Teatro Stabile di Brescia |
| Lombardia             | Brescia               | Desenzano del Garda           | Teatro Alberti |
| Lombardia             | Como                  | Canzo                         | Teatro Sociale |
| Lombardia             | Como                  | Como                          | Teatro Cressoni † Teatro Sociale |
| Lombardia             | Cremona               | Crema                         | Teatro San Domenico Teatro Sociale |
| Lombardia             | Cremona               | Cremona                       | Teatro Ponchielli |
| Lombardia             | Lecco                 | Lecco                         | Teatro della Società |
| Lombardia             | Lodi                  | Lodi                          | Teatro alle Vigne |
| Lombardia             | Mantova               | Castel Goffredo               | Casa del Fascio |
| Lombardia             | Mantova               | Castiglione delle Stiviere    | Teatro Sociale |
| Lombardia             | Mantova               | Mantova                       | Teatro Bibiena Teatro Sociale |
| Lombardia             | Mantova               | Sabbioneta                    | Teatro all'Antica |
| Lombardia             | Milano                | Milano                        | Auditorium di Milano Piccola Scala † Piccolo Teatro Salone Margherita † Teatro Arsenale Teatro Carcano Teatro Dal Verme Teatro Fossati Teatro Franco Parenti Teatro Gerolamo Teatro Leonardo da Vinci Teatro Libero Teatro Lirico di Milano Teatro Manzoni Teatro Menotti Teatro Nazionale Teatro Nuovo Teatro Plinius † Teatro Principe Teatro Re † Teatro Regio Ducale † Teatro Smeraldo † Teatro alla Scala Teatro degli Arcimboldi Teatro dei Filodrammatici Teatro dell'Elfo Teatro delle Erbe Teatro i Teatro romano di Milano † Zelig |
| Lombardia             | Milano                | Legnano                       | Galleria di Legnano Teatro città di Legnano |
| Lombardia             | Monza e Brianza       | Lissone                       | Palazzo Terragni |
| Lombardia             | Monza e Brianza       | Monza                         | Teatrino di corte Teatro Villoresi Urban Center |
| Lombardia             | Pavia                 | Garlasco                      | Teatro Martinetti |
| Lombardia             | Pavia                 | Pavia                         | Teatro Fraschini |
| Lombardia             | Pavia                 | Voghera                       | Teatro Sociale |
| Lombardia             | Pavia                 | Broni                         | Teatro Carbonetti |
| Lombardia             | Sondrio               | Sondrio                       | Teatro Sociale |
| Lombardia             | Varese                | Busto Arsizio                 | Teatro Sociale |
| Marche                | Ancona                | Ancona                        | Anfiteatro romano di Ancona Teatro delle Muse Teatro sperimentale Lirio Arena |
| Marche                | Ancona                | Arcevia                       | Teatro Misa |
| Marche                | Ancona                | Castelleone di Suasa          | Anfiteatro romano di Suasa |
| Marche                | Ancona                | Chiaravalle                   | Teatro comunale |
| Marche                | Ancona                | Corinaldo                     | Teatro Carlo Goldoni |
| Marche                | Ancona                | Fabriano                      | Teatro Gentile da Fabriano |
| Marche                | Ancona                | Jesi                          | Teatro Giovanni Battista Pergolesi Teatro studio Valeria Moriconi |
| Marche                | Ancona                | Loreto                        | Teatro comunale San Gallo |
| Marche                | Ancona                | Maiolati Spontini             | Teatro Gaspare Spontini |
| Marche                | Ancona                | Monte San Vito                | Teatro condominiale La Fortuna |
| Marche                | Ancona                | Montecarotto                  | Teatro comunale |
| Marche                | Ancona                | Montemarciano                 | Teatro Vittorio Alfieri |
| Marche                | Ancona                | Osimo                         | Teatro la nuova Fenice |
| Marche                | Ancona                | Ostra                         | Teatro La Vittoria |
| Marche                | Ancona                | San Marcello                  | Teatro Primo Ferrari |
| Marche                | Ancona                | Senigallia                    | Teatro La Fenice |
| Marche                | Ancona                | Serra San Quirico             | Teatro comunale Santa Maria del Mercato |
| Marche                | Ancona                | Sirolo                        | Teatro Cortesi |
| Marche                | Ascoli Piceno         | Ascoli Piceno                 | Auditorium Emidio Neroni Teatro Ventidio Basso Teatro dei Filarmonici Teatro romano di Ascoli Piceno |
| Marche                | Ascoli Piceno         | Offida                        | Teatro Serpente Aureo |
| Marche                | Ascoli Piceno         | Ripatransone                  | Teatro Luigi Mercantini |
| Marche                | Fermo                 | Fermo                         | Teatro dell'Aquila |
| Marche                | Fermo                 | Monterubbiano                 | Teatro Vincenzo Pagani |
| Marche                | Fermo                 | Porto San Giorgio             | Teatro comunale |
| Marche                | Macerata              | Caldarola                     | Teatro comunale |
| Marche                | Macerata              | Macerata                      | Sferisterio di Macerata |
| Marche                | Macerata              | Montecosaro                   | Teatro delle Logge |
| Marche                | Macerata              | Montefano                     | Teatro La Rondinella |
| Marche                | Macerata              | Penna San Giovanni            | Teatro Flora |
| Marche                | Macerata              | Recanati                      | Teatro Giuseppe Persiani |
| Marche                | Macerata              | Tolentino                     | Teatro Nicola Vaccaj |
| Marche                | Pesaro e Urbino       | Cagli                         | Teatro comunale |
| Marche                | Pesaro e Urbino       | Fano                          | Teatro della Fortuna |
| Marche                | Pesaro e Urbino       | Mondavio                      | Teatro Apollo |
| Marche                | Pesaro e Urbino       | Pesaro                        | Teatro Rossini |
| Marche                | Pesaro e Urbino       | Urbino                        | Teatro Sanzio |
| Molise                | Campobasso            | Campobasso                    | Teatro Savoia |
| Molise                | Isernia               | Agnone                        | Teatro Italo Argentino |
| Piemonte              | Alessandria           | Casale Monferrato             | Teatro comunale di Casale Monferrato |
| Piemonte              | Asti                  | Asti                          | Teatro Vittorio Alfieri |
| Piemonte              | Biella                | Biella                        | Teatro Sociale Villani |
| Piemonte              | Biella                | Piedicavallo                  | Teatro Regina Margherita |
| Piemonte              | Novara                | Novara                        | Teatro Coccia |
| Piemonte              | Torino                | Torino                        | Alfa Teatro Auditorium Gianni Agnelli Auditorium Rai di Torino Teatro Cardinal Massaia Teatro Carignano Teatro Colosseo Teatro Erba Teatro Gerbino Teatro Gioiello Teatro Regio Teatro Stabile di Torino Teatro Vittorio Alfieri Teatro d'Angennes Teatro di Torino Teatro romano di Torino Torino Esposizioni |
| Puglia                | Bari                  | Bari                          | Teatro Margherita † Teatro Petruzzelli Teatro Piccinni |
| Puglia                | Bari                  | Bitonto                       | Teatro Traetta |
| Puglia                | Bari                  | Gioia del Colle               | Teatro comunale Rossini |
| Puglia                | Barletta-Andria-Trani | Barletta                      | Teatro Curci |
| Puglia                | Barletta-Andria-Trani | Bisceglie                     | Teatro Mediterraneo Teatro comunale Garibaldi |
| Puglia                | Barletta-Andria-Trani | Canosa di Puglia              | Teatro Lembo |
| Puglia                | Brindisi              | Ceglie Messapica              | Teatro comunale di Ceglie Messapica |
| Puglia                | Brindisi              | Brindisi                      | Teatro Verdi |
| Puglia                | Foggia                | Cerignola                     | Teatro Saverio Mercadante |
| Puglia                | Foggia                | Foggia                        | Teatro Umberto Giordano |
| Puglia                | Foggia                | San Severo                    | Teatro Real Borbone Teatro Verdi |
| Puglia                | Lecce                 | Lecce                         | Teatro Apollo Teatro Paisiello Teatro Politeama Teatro romano di Lecce |
| Puglia                | Lecce                 | Novoli                        | Teatro Comunale |
| Sardegna              | Cagliari              | Cagliari                      | Auditorium Comunale di Cagliari Auditorium del Conservatorio Parco della Musica Teatro Alfieri Teatro Civico Teatro Lirico di Cagliari Teatro Massimo Teatro delle Saline |
| Sardegna              | Sassari               | Alghero                       | Teatro Civico |
| Sardegna              | Sassari               | Sassari                       | Teatro Civico Teatro Comunale di Sassari Teatro Verdi |
| Sardegna              | Sud Sardegna          | Carloforte                    | Cineteatro Giuseppe Cavallera |
| Sicilia               | Agrigento             | Agrigento                     | Teatro Luigi Pirandello |
| Sicilia               | Agrigento             | Canicattì                     | Teatro Sociale |
| Sicilia               | Agrigento             | Cattolica Eraclea             | Teatro di Eraclea Minoa |
| Sicilia               | Agrigento             | Sambuca di Sicilia            | Teatro comunale L'Idea |
| Sicilia               | Agrigento             | Sciacca                       | Teatro Politeama Mariano Rossi † |
| Sicilia               | Caltanissetta         | Gela                          | Teatro comunale Eschilo |
| Sicilia               | Catania               | Acireale                      | Teatro Bellini |
| Sicilia               | Catania               | Adrano                        | Teatro Bellini |
| Sicilia               | Catania               | Catania                       | Arena Pacini Piccolo Teatro di Catania Teatro Angelo Musco Teatro Coppola Teatro Machiavelli Teatro Massimo Vincenzo Bellini Teatro Metropolitan Teatro Sangiorgi Teatro Stabile di Catania Teatro Verga Teatro romano di Catania Teatro Ambasciatori |
| Sicilia               | Enna                  | Agira                         | Teatro greco di Agira |
| Sicilia               | Enna                  | Piazza Armerina               | Teatro Garibaldi |
| Sicilia               | Messina               | Patti                         | Teatro greco di Tindari |
| Sicilia               | Messina               | Messina                       | Palazzo della cultura Teatro Vittorio Emanuele II |
| Sicilia               | Messina               | Taormina                      | Teatro antico di Taormina |
| Sicilia               | Palermo               | Palermo                       | Teatro Bellini Teatro Biondo Teatro Ditirammu (x?) Teatro Franco Zappalà Teatro Garibaldi Teatro Libero Teatro Massimo Vittorio Emanuele Teatro Nuovo Montevergini Teatro Politeama Teatro Santa Cecilia Teatro al Massimo Teatro di Verdura |
| Sicilia               | Palermo               | Prizzi                        | Teatro di Hippana |
| Sicilia               | Ragusa                | Comiso                        | Teatro Naselli |
| Sicilia               | Ragusa                | Modica                        | Teatro Garibaldi |
| Sicilia               | Ragusa                | Ragusa                        | Teatro della Concordia Teatro Donnafugata |
| Sicilia               | Ragusa                | Vittoria                      | Teatro comunale Vittoria Colonna |
| Sicilia               | Siracusa              | Siracusa                      | Teatro Comunale Teatro greco di Siracusa |
| Sicilia               | Trapani               | Alcamo                        | Teatro "Cielo d'Alcamo" |
| Sicilia               | Trapani               | Calatafimi Segesta            | Teatro di Segesta |
| Sicilia               | Trapani               | Mazara del Vallo              | Teatro Garibaldi |
| Toscana               | Arezzo                | Anghiari                      | Teatro dell'Accademia dei Ricomposti |
| Toscana               | Arezzo                | Arezzo                        | Politeama universale Teatrino di via della Bicchieraia Teatro Petrarca |
| Toscana               | Arezzo                | Bibbiena                      | Teatro dei Dovizi |
| Toscana               | Arezzo                | Bucine                        | Teatro comunale Teatro della Società filodrammatica |
| Toscana               | Arezzo                | Castelfranco di Sopra         | Teatro comunale Wanda Capodaglio |
| Toscana               | Arezzo                | Castiglion Fiorentino         | Teatro comunale |
| Toscana               | Arezzo                | Foiano della Chiana           | Teatro Garibaldi |
| Toscana               | Arezzo                | Montevarchi                   | Teatro Cini [x] |
| Toscana               | Arezzo                | Sansepolcro                   | Teatro Dante |
| Toscana               | Arezzo                | Sansepolcro                   | Teatro alla Misericordia |
| Toscana               | Firenze               | Bagno a Ripoli                | Nuovo Teatro Comunale Orto sconcluso Teatro SMS |
| Toscana               | Firenze               | Barberino Val d'Elsa          | Teatro Regina Margherita |
| Toscana               | Firenze               | Barberino di Mugello          | Teatro comunale |
| Toscana               | Firenze               | Borgo San Lorenzo             | Teatro Don Bosco Teatro Giotto |
| Toscana               | Firenze               | Calenzano                     | Teatro Manzoni |
| Toscana               | Firenze               | Campi Bisenzio                | Teatrodante Carlo Monni |
| Toscana               | Firenze               | Castelfiorentino              | Ridotto del Teatro del Popolo |
| Toscana               | Firenze               | Empoli                        | Sala Duemila Sala Il Momento Teatro Shalom |
| Toscana               | Firenze               | Figline Valdarno              | Teatro Garibaldi |
| Toscana               | Firenze               | Firenze                       | Anfiteatro di Boboli Arena Cinecittà Teatro San Quirico Auditorium FLOG Auditorium al Duomo Auditorium Clinica Medica Bottega Teatrale di Firenze Cinema Apollo Cinema Teatro Nuovo Sentiero Circolo Teatro del Sale Limonaia di Villa Strozzi Opera di Firenze Ospizio della Quarconia Sala Vanni Sala del Conservatorio Luigi Cherubini Sala teatro cinema ACLI Ponte a Ema Stazione Leopolda Teatrino della Baldracca Teatro 13 Teatro Alfieri Teatro Arena San Salvi Teatro Brendel Teatro Cantiere Florida Teatro Diurno Teatro Everest Teatro Goldoni Teatro L'Amicizia Teatro La Fiaba Teatro Le Laudi Teatro Lumière Teatro Mediceo Teatro Niccolini Teatro Nazionale Teatro Nuovo (via Bufalini) Teatro Obihall Teatro Puccini Teatro Reims Teatro Rinuccini Teatro Standish Teatro Umberto I Teatro Verdi Teatro comunale Teatro dei Concordi Teatro dei Solleciti Teatro del Rondò di Bacco Teatro dell'Affratellamento Teatro dell'Oriuolo Teatro dell'Istituto Francese Teatro della Compagnia Teatro della Pergola Teatro della Piazza vecchia Teatro di Cestello Teatro di Rifredi Teatro di via Laura Teatro di via dell'Acqua Teatro estivo Il Boschetto Teatro giardino Alhambra Teatro romano di Firenze |
| Toscana               | Firenze               | Firenzuola                    | Sala Don Otello Puccetti |
| Toscana               | Firenze               | Greve in Chianti              | Teatro Boito |
| Toscana               | Firenze               | Marradi                       | Teatro degli Animosi |
| Toscana               | Firenze               | Montelupo Fiorentino          | Teatro Aurora Teatro Mignon |
| Toscana               | Firenze               | Pontassieve                   | Cinema Accademia |
| Toscana               | Firenze               | Rufina                        | Piccolo Teatro |
| Toscana               | Firenze               | San Casciano in Val di Pesa   | Jack and Joe Theatre Teatro Niccolini |
| Toscana               | Firenze               | Scandicci                     | Teatro Studio |
| Toscana               | Firenze               | Sesto Fiorentino              | Teatro della Limonaia |
| Toscana               | Firenze               | Tavarnelle Val di Pesa        | Teatro Società Filarmonica Giuseppe Verdi |
| Toscana               | Firenze               | Vicchio                       | Teatro Giotto |
| Toscana               | Grosseto              | Arcidosso                     | Teatro degli Unanimi |
| Toscana               | Grosseto              | Castel del Piano              | Teatro Amiatino |
| Toscana               | Grosseto              | Follonica                     | Teatro Fonderia Leopolda |
| Toscana               | Grosseto              | Gavorrano                     | Teatro delle Rocce |
| Toscana               | Grosseto              | Grosseto                      | Anfiteatro romano di Roselle Teatro Moderno Teatro degli Industri |
| Toscana               | Grosseto              | Montieri                      | Sala teatrale di Boccheggiano |
| Toscana               | Grosseto              | Pitigliano                    | Teatro Salvini |
| Toscana               | Grosseto              | Roccastrada                   | Teatro dei Concordi |
| Toscana               | Grosseto              | Scansano                      | Teatro Castagnoli |
| Toscana               | Livorno               | Campiglia Marittima           | Teatro dei Concordi |
| Toscana               | Livorno               | Livorno                       | Cinema teatro 4 Mori Palazzo Grande Teatro Carlo Goldoni Teatro La Gran Guardia Teatro Mascagni Teatro San Marco Teatro delle Commedie |
| Toscana               | Livorno               | Piombino                      | Cinema teatro Metropolitan |
| Toscana               | Livorno               | Portoferraio                  | Teatro dei Vigilanti |
| Toscana               | Livorno               | Rio nell'Elba (comune di Rio) | Teatro Garibaldi |
| Toscana               | Livorno               | Rosignano Marittimo           | Teatro Solvay |
| Toscana               | Lucca                 | Bagni di Lucca                | Teatro Accademico |
| Toscana               | Lucca                 | Barga                         | Teatro dei Differenti |
| Toscana               | Lucca                 | Camaiore                      | Teatro dell'Olivo |
| Toscana               | Lucca                 | Castelnuovo di Garfagnana     | Teatro Comunale Vittorio Alfieri |
| Toscana               | Lucca                 | Lucca                         | Auditorium del Suffragio Teatro del Giglio Teatro di San Girolamo |
| Toscana               | Lucca                 | Montecarlo                    | Teatro dei Rassicurati |
| Toscana               | Lucca                 | Pietrasanta                   | Teatro comunale |
| Toscana               | Lucca                 | Vetriano di Pescaglia         | Teatrino di Vetriano |
| Toscana               | Lucca                 | Viareggio                     | Gran teatro all'aperto Giacomo Puccini Teatro Politeama |
| Toscana               | Massa e Carrara       | Carrara                       | Politeama Giuseppe Verdi Teatro Animosi |
| Toscana               | Massa e Carrara       | Massa                         | Teatro Guglielmi |
| Toscana               | Massa e Carrara       | Pontremoli                    | Teatro della Rosa |
| Toscana               | Pisa                  | Buti                          | Teatro Francesco di Bartolo |
| Toscana               | Pisa                  | Capannoli                     | Teatro comunale |
| Toscana               | Pisa                  | Casciana Terme                | Teatro Verdi |
| Toscana               | Pisa                  | Cascina                       | Teatro Politeama |
| Toscana               | Pisa                  | Guardistallo                  | Teatro Marchionneschi |
| Toscana               | Pisa                  | Lajatico                      | Teatro comunale Teatro del Silenzio |
| Toscana               | Pisa                  | Montecatini Val di Cecina     | Cinema Teatro Aurora |
| Toscana               | Pisa                  | Pisa                          | Arena Federighi Cinema Teatro Lux Piccolo Teatro della Soffitta Stanzone de' Banchi Stazione Leopolda Teatro Ernesto Rossi Teatro Politeama Teatro Redini Teatro Sant'Andrea Teatro Verdi |
| Toscana               | Pisa                  | Pomarance                     | Cinema-Teatro Florentia Teatro De Larderel Teatro dei Coraggiosi |
| Toscana               | Pisa                  | Ponsacco                      | Cinema Teatro Odeon |
| Toscana               | Pisa                  | Pontedera                     | Cinema Teatro Roma Teatro Era |
| Toscana               | Pisa                  | San Giuliano Terme            | Teatro Rossini |
| Toscana               | Pisa                  | San Miniato                   | Auditorium di San Martino Teatro di Quaranthana |
| Toscana               | Pisa                  | Santa Croce sull'Arno         | Teatro Verdi |
| Toscana               | Pisa                  | Santa Maria a Monte           | Teatro comunale di Santa Maria a Monte |
| Toscana               | Pisa                  | Volterra                      | Teatro Persio Flacco Teatro di San Pietro Teatro di Santa Chiara Teatro romano di Volterra |
| Toscana               | Pistoia               | Monsummano Terme              | Teatro Yves Montand |
| Toscana               | Pistoia               | Montecatini Terme             | Teatro Verdi |
| Toscana               | Pistoia               | Pescia                        | Teatro Pacini |
| Toscana               | Pistoia               | Pistoia                       | Il Funaro Teatro Manzoni Teatro Mauro Bolognini |
| Toscana               | Pistoia               | Popiglio                      | Teatro Mascagni |
| Toscana               | Pistoia               | Quarrata                      | Teatro Nazionale |
| Toscana               | Prato                 | Prato                         | Cantieri culturali ex Macelli-Officina Giovani Teatro Fabbricone Teatro La Baracca Teatro Metastasio Teatro Politeama |
| Toscana               | Prato                 | Vaiano                        | Teatro Gustavo Modena |
| Toscana               | Siena                 | Abbadia San Salvatore         | Cinema Teatro Amiata Teatro Servadio |
| Toscana               | Siena                 | Castelnuovo Berardenga        | Teatro Vittorio Alfieri |
| Toscana               | Siena                 | Chiusi                        | Teatro Mascagni |
| Toscana               | Siena                 | Colle di Val d'Elsa           | Teatro dei Varii Teatro del Popolo |
| Toscana               | Siena                 | Montalcino                    | Teatro degli Astrusi |
| Toscana               | Siena                 | Montepulciano                 | Teatro Poliziano Teatro della Società dei Concordi |
| Toscana               | Siena                 | Montisi                       | Teatro della Grancia di Montisi |
| Toscana               | Siena                 | Piancastagnaio                | Cinema Teatro Comunale |
| Toscana               | Siena                 | Poggibonsi                    | Teatro Politeama Teatro Verdi |
| Toscana               | Siena                 | Radicondoli                   | Teatro Comunale Risorti |
| Toscana               | Siena                 | Rapolano Terme                | Teatro del Popolo |
| Toscana               | Siena                 | San Casciano dei Bagni        | Teatro Comunale ex Accademia dei Georgofili Accalorati |
| Toscana               | Siena                 | San Gimignano                 | Teatro dei Leggieri |
| Toscana               | Siena                 | Sarteano                      | Teatro comunale degli Arrischianti |
| Toscana               | Siena                 | Siena                         | Centro Culture Contemporanee Corte dei Miracoli Teatro dei Rinnovati Teatro dei Rozzi |
| Toscana               | Siena                 | Sinalunga                     | Teatro Comunale Ciro Pinsuti |
| Toscana               | Siena                 | Torrita di Siena              | Teatro Comunale degli Oscuri |
| Trentino-Alto Adige   | Bolzano               | Bolzano                       | Teatro Stabile di Bolzano Teatro comunale |
| Trentino-Alto Adige   | Bolzano               | Merano                        | Teatro Civico |
| Trentino-Alto Adige   | Trento                | Rovereto                      | Teatro comunale Riccardo Zandonai |
| Trentino-Alto Adige   | Trento                | Trento                        | Teatro Sociale |
| Umbria                | Perugia               | Bevagna                       | Teatro Torti |
| Umbria                | Perugia               | Monte Castello di Vibio       | Teatro della Concordia |
| Umbria                | Perugia               | Perugia                       | Teatro Morlacchi Teatro Turreno Teatro del Pavone |
| Umbria                | Perugia               | Solomeo                       | Teatro Cucinelli |
| Umbria                | Spoleto               | Spoleto                       | Complesso monumentale dell'Anfiteatro Complesso monumentale di San Nicolò Ex chiesa di San Lorenzo Teatrino delle sei Teatro Caio Melisso Teatro Nuovo Gian Carlo Menotti Teatro romano di Spoleto |
| Umbria                | Terni                 | Monteleone d'Orvieto          | Teatro dei Rustici |
| Umbria                | Terni                 | Narni                         | Teatro comunale Giuseppe Manini |
| Umbria                | Terni                 | Terni                         | Teatro Sergio Secci |
| Valle d'Aosta         | Aosta                 | Aosta                         | Teatro romano di Aosta |
| Veneto                | Belluno               | Belluno                       | Teatro_Dino_Buzzati |
| Veneto                | Belluno               | Feltre                        | Teatro de la Sena |
| Veneto                | Padova                | Padova                        | Gran Teatro Geox Loggia e Odeo Cornaro Teatro Maddalene Teatro Verdi Zairo |
| Veneto                | Rovigo                | Badia Polesine                | Teatro Sociale |
| Veneto                | Rovigo                | Rovigo                        | Teatro Sociale |
| Veneto                | Treviso               | Conegliano                    | Teatro Accademia |
| Veneto                | Treviso               | Treviso                       | Teatro Eden Teatro Onigo Teatro comunale Mario Del Monaco |
| Veneto                | Venezia               | Mestre                        | Teatro Balbi Teatro Toniolo |
| Veneto                | Venezia               | Portogruaro                   | Teatro Luigi Russolo |
| Veneto                | Venezia               | San Donà di Piave             | Teatro Metropolitano Astra |
| Veneto                | Venezia               | Venezia                       | Gran Teatro La Fenice Teatro Malibran Teatro Novissimo Teatro San Benedetto Teatro San Cassiano Teatro San Gallo Teatro San Moisè Teatro San Samuele Teatro Sant'Angelo Teatro Sant'Apollinare Teatro Santi Giovanni e Paolo Teatro stabile del Veneto Carlo Goldoni |
| Veneto                | Verona                | Legnago                       | Teatro Salieri |
| Veneto                | Verona                | Verona                        | Arena di Verona Teatro Filarmonico Teatro Nuovo Teatro Ristori Teatro romano di Verona |
| Veneto                | Vicenza               | Lonigo                        | Teatro comunale |
| Veneto                | Vicenza               | Schio                         | Teatro Civico Teatro Jacquard |
| Veneto                | Vicenza               | Thiene                        | Teatro comunale |
| Veneto                | Vicenza               | Vicenza                       | Teatro Astra Teatro Berga Teatro Eretenio Teatro Olimpico Teatro Spazio Bixio Teatro Verdi Teatro comunale Città di Vicenza Teatro delle Grazie Teatro di Piazza |